# George William Norris
Pour les articles homonymes, voir Norris.
George William Norris (11 juillet 1861 – 2 septembre 1944) est un homme politique américain. Il fut sénateur républicain pour le Nebraska au Congrès fédéral entre 1913 et 1943, présidant le Comité judiciaire du Sénat de 1926 à 1933.